# シェイン・ダフィー
シェイン・パトリック・マイケル・ダフィー（Shane Patrick Michael Duffy 、1992年1月1日 - ）は、北アイルランド・ロンドンデリー出身のプロサッカー選手。アイルランド代表。ノリッジ・シティFC所属。ポジションはDF。

## クラブ経歴
エヴァートンFCの下部組織で育成され、2009年12月のUEFAヨーロッパリーグ・AEKアテネFC戦でトップチームデビュー。しかしその後は定位置確保に至らず、下位クラブへのレンタル移籍を繰り返した。
2014年9月、ブラックバーン・ローヴァーズFCに完全移籍。
2016年8月、ブライトン・アンド・ホーヴ・アルビオンFCと4年契約を結んだ。移籍金はクラブ史上最高額の400万ポンドと報じられた。
2020年9月2日、セルティックFCへのローン移籍が発表された。
2022年8月5日、フラムFCへのローン移籍が発表された。2023年2月1日に完全移籍となった。
2023年6月9日、ノリッジ・シティFCへの移籍が発表された。

## 代表歴

### 北アイルランド
U-16世代から北アイルランド代表に選出され、UEFA U-17欧州選手権2009には主力選手として参加した。
2009年6月、17歳でイタリア代表との親善試合を控えるA代表のメンバーに招集された。しかし試合には出場しなかった。

### アイルランド共和国
2010年5月、アイルランド共和国代表への変更を表明し、同月に行われた代表キャンプに参加した。ところが同キャンプ中に行われた練習試合でゴールキーパーと激突、そのまま病院送りになるアクシデントに見舞われ、1週間の入院を余儀なくされた。当初戦列復帰まで数ヶ月を要するとみられていたが、わずか10週間で回復すると2011年3月に行われたU21代表の試合に出場した。
2014年6月、フィラデルフィアで開催されたコスタリカとの親善試合で初キャップを記録。
UEFA EURO 2016ではイタリア戦とフランス戦に出場した。
2017年9月2日の2018 FIFAワールドカップ予選ジョージア戦で代表初得点を挙げた。

### 代表戦での得点
| # | 開催日         | 会場                             | 対戦国           | 得点 | 結果 | 大会                          | ref    |
| - | -------------- | -------------------------------- | ---------------- | ---- | ---- | ----------------------------- | ------ |
| 1 | 2017年9月2日   | ボリス・パイチャーゼ・スタジアム | ジョージア       | 1–0  | 1–1  | 2018 FIFAワールドカップ予選   | [ 21 ] |
| 2 | 2017年11月14日 | アビバ・スタジアム               | デンマーク       | 1–0  | 1–5  | 2018 FIFAワールドカップ予選   | [ 22 ] |
| 3 | 2019年6月7日   | パルケン・スタディオン           | デンマーク       | 1–1  | 1–1  | UEFA EURO 2020予選            | [ 23 ] |
| 4 | 2020年9月3日   | ヴァシル・レフスキ国立競技場     | ブルガリア       | 1–1  | 1–1  | UEFAネーションズリーグ2020-21 | [ 24 ] |
| 5 | 2021年9月4日   | アビバ・スタジアム               | アゼルバイジャン | 1–1  | 1–1  | 2022 FIFAワールドカップ予選   |        |
| 6 | 2021年10月12日 | アビバ・スタジアム               | カタール         | 4–0  | 4–0  | 親善試合                      |        |
| 7 | 2021年11月14日 | スタッド・ドゥ・ルクセンブルク   | ルクセンブルク   | 1–0  | 3–0  | 2022 FIFAワールドカップ予選   |        |

## タイトル
セルティック
- スコティッシュカップ：2019-20